# Menjamels
Menjamel és el nom comú dels ocells de la família dels melifàgids (Meliphagidae), dins l'ordre dels passeriformes. Aquesta és una gran i molt diversificada família d'ocells mitjans i petits que habiten majoritàriament en Austràlia i Nova Guinea.

## Morfologia
- Malgrat que els melifàgids tenen semblances amb altres ocells nectarívors, com ara les de les famílies Nectariniidae i Dicaeidae, no estan relacionats amb ells i les semblances són producte de la convergència evolutiva.
- Fan 8 – 45 cm de llargària, incloent la llarga cua i un pes de 6,5 – 150 g.
- Són ocells d'aspecte aerodinàmic, amb ales llargues i agudes.
- La majoria tenen un bec llarg, agut i corbat, dotat d'una llarga llengua protàctil amb la punta en forma de pinzell per extraure el nèctar.
- La major part són de colors modests, però també hi ha amb vistosos colors. El plomatge potser verdós, gris o marró, de vegades amb marques negres, blanques o grogues.
- Dimorfisme sexual en poques espècies.

## Hàbitat i distribució
Viuen en zones forestals i cap d'ells es pot considerar terrestre ni habitant de zones àrides.
Habiten en Austràlia i Nova Guinea, però també arriben a Nova Zelanda, i les illes del Pacífic cap a l'est fins a Samoa i Tonga, i també les illes al nord i oest de Nova Guinea en la zona coneguda com a Wallacea. Bali, a l'altre costat de la línia de Wallace, té una única espècie. De les 182 espècies són natives d'Austràlia la meitat, i la major part de la resta, de Nova Guinea.

## Alimentació
La majoria s'alimenten de nèctar, però n'hi ha també que mengen insectes i fruits. Voletegen al voltant de flors i fullatge mentre s'alimenten, penjant de vegades cap per a baix.
Fins on arriba l'associació evolutiva entre els menjamels i les plantes australianes és desconegut, però probablement és molt important. Moltes plantes australianes són fertilitzades per aquests ocells, particularment les Proteaceae, Myrtaceae i Epacridaceae. També es coneix la importància en el cas de Nova Zelanda i està assumit que passa el mateix a altres zones.

## Reproducció
Les femelles construeixen un niu generalment amb forma de tassa, on ponen 1 – 4 ous clars amb taques fosques, que són covats 13 – 17 dies. Ambdós progenitors alimenten els pollets.

## Taxonomia
- Els gèneres Cleptornis i Apalopteron eren antany inclosos als melifàgids, però modernament s'han transferit als zosteròpids (Zosteropidae) per evidències genètiques. El gènere Notiomystis que també era classificat als melifàgids, s'ha situat a la família monotípica dels notiomístids (Notiomystidae). Macgregoria pulchra, que era considerada un paradiseid (Paradisaeidae), es considera avui un melifàgid.[4]
- Una espècie nova per la ciència, Melipotes carolae, descrita en 2007, va ser descoberta en desembre del 2005 en les Muntanyes Foja, a la part Oriental de Nova Guinea.
- En 2008, un estudi que incloïa anàlisis filogenètiques moleculars fetes a espècimens de museu de cinc espècies extintes dels gèneres Moho i Chaetoptila, ambdós endèmics de les Illes Hawaii, arribà a la conclusió que no es tractava de melifàgids, si no que pertanyien a llur pròpia família, els mohoids (Mohoidae).[5]
- Els parents més propers dels melifàgids són els malúrids (Maluridae), pardalòtids (Pardalotidae) i acantízids (Acanthizidae). Totes quatre famílies formen la superfamília Meliphagoidea, que va sorgir molt prompte en la història evolutiva de la radiació dels passeriformes.

El Congrés Ornitològic Internacional (versió 11.1, 2021) relaciona per aquesta família 191 espècies en 55 gèneres: 
- Gènere Myza amb dues espècies.
- Gènere Acanthorhynchus amb dues espècies.
- Gènere Glycichaera amb una espècie: menjamel dorsiverd (Glycichaera fallax).
- Gènere Melionyx amb tres espècies.
- Gènere Ptiloprora amb 6 espècies.
- Gènere Ashbyia amb una espècie: menjamel d'Ashby (Ashbyia lovensis).
- Gènere Epthianura amb 4 espècies.
- Gènere Stresemannia amb una espècie: menjamel de l'illa de Bougainville (Stresemannia bougainvillei).
- Gènere Conopophila amb tres espècies.
- Gènere Ramsayornis amb dues espècies.
- Gènere Melilestes amb una espècie: menjamel becllarg (Melilestes megarhynchus)..
- Gènere Timeliopsis amb dues espècies.
- Gènere Melipotes amb 4 espècies.
- Gènere Macgregoria amb una espècie: menjamel de Lady MacGregor (Macgregoria pulchra).
- Gènere Glycifohia amb dues espècies.
- Gènere Gliciphila amb una espècie: menjamel coronat (Gliciphila melanops).
- Gènere Pycnopygius amb tres espècies.
- Gènere Certhionyx amb una espècie: menjamel garser (Certhionyx variegatus).
- Gènere Prosthemadera amb una espècie: menjamel tui (Prosthemadera novaeseelandiae).
- Gènere Anthornis amb dues espècies.
- Gènere Sugomel amb una espècie: mel·lífer blanc-i-negre (Sugomel niger).
- Gènere Melitograis amb una espècie: frare estriat (Melitograis gilolensis).
- Gènere Vosea amb una espècie: menjamel de Nova Bretanya (Vosea whitemanensis).
- Gènere Myzomela amb 34 espècies.
- Gènere Philemon amb 18 espècies.
- Gènere Xanthotis amb tres espècies.
- Gènere Plectorhyncha amb una espècie: menjamel capestriat (Plectorhyncha lanceolata).
- Gènere Grantiella amb una espècie: menjamel bec-roig (Grantiella picta).
- Gènere Trichodere amb una espècie: menjamel de Cockerell (Trichodere cockerelli).
- Gènere Phylidonyris amb tres espècies.
- Gènere Lichmera amb 11 espècies.
- Gènere Cissomela amb una espècie: menjamel de collar (Cissomela pectoralis).
- Gènere Guadalcanaria amb una espècie: menjamel de Guadalcanal (Guadalcanaria inexpectata).
- Gènere Meliarchus amb una espècie: menjamel de Makira (Meliarchus sclateri)..
- Gènere Gymnomyza amb 4 espècies.
- Gènere Foulehaio amb tres espècies.
- Gènere Meliphacator amb una espècie: menjamel de Kadavu (Meliphacator provocator).
- Gènere Nesoptilotis amb dues espècies.
- Gènere Entomyzon amb una espècie: menjamel carablau (Entomyzon cyanotis).
- Gènere Melithreptus amb 7 espècies.
- Gènere Stomiopera amb dues espècies.
- Gènere Meliphaga amb tres espècies.
- Gènere Purnella amb una espècie: menjamel frontblanc (Purnella albifrons).
- Gènere Lichenostomus amb dues espècies.
- Gènere Microptilotis amb 10 espècies.
- Gènere Territornis amb tres espècies.
- Gènere Gavicalis amb tres espècies.
- Gènere Oreornis amb una espècie: menjamel dels Maoke (Oreornis chrysogenys).
- Gènere Ptilotula amb 6 espècies.
- Gènere Caligavis amb tres espècies.
- Gènere Anthochaera amb 5 espècies.
- Gènere Acanthagenys amb una espècie: menjamel galtaespinós (Acanthagenys rufogularis).
- Gènere Bolemoreus amb dues espècies.
- Gènere Melidectes amb 6 espècies.
- Gènere Manorina amb 4 espècies.